# Teatro romano di Ostia
Il Teatro romano di Ostia (II,VII,2) è un teatro romano nella Regio II della città romana di Ostia, che dopo l'ultimo ampliamento poteva ospitare 4 000 spettatori.

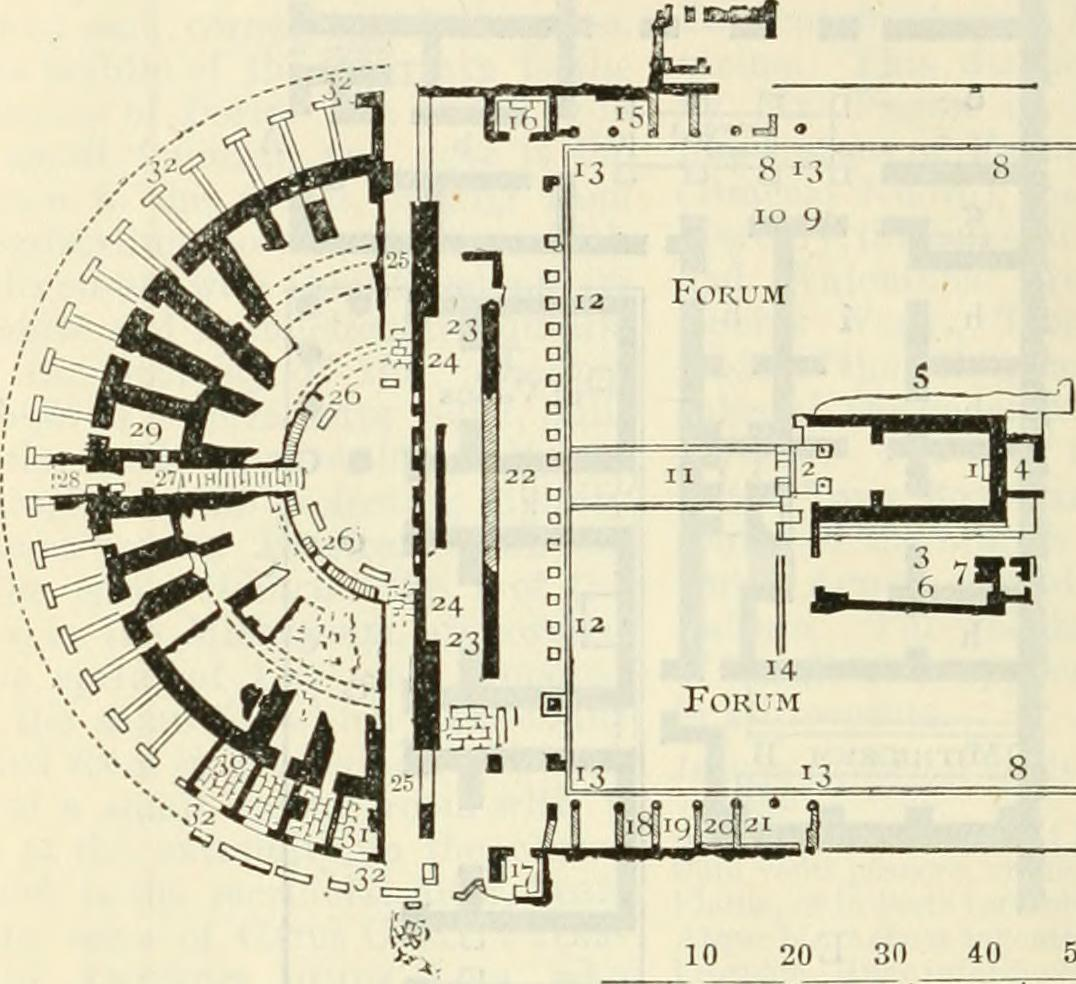
Piantina da una guida del 1899

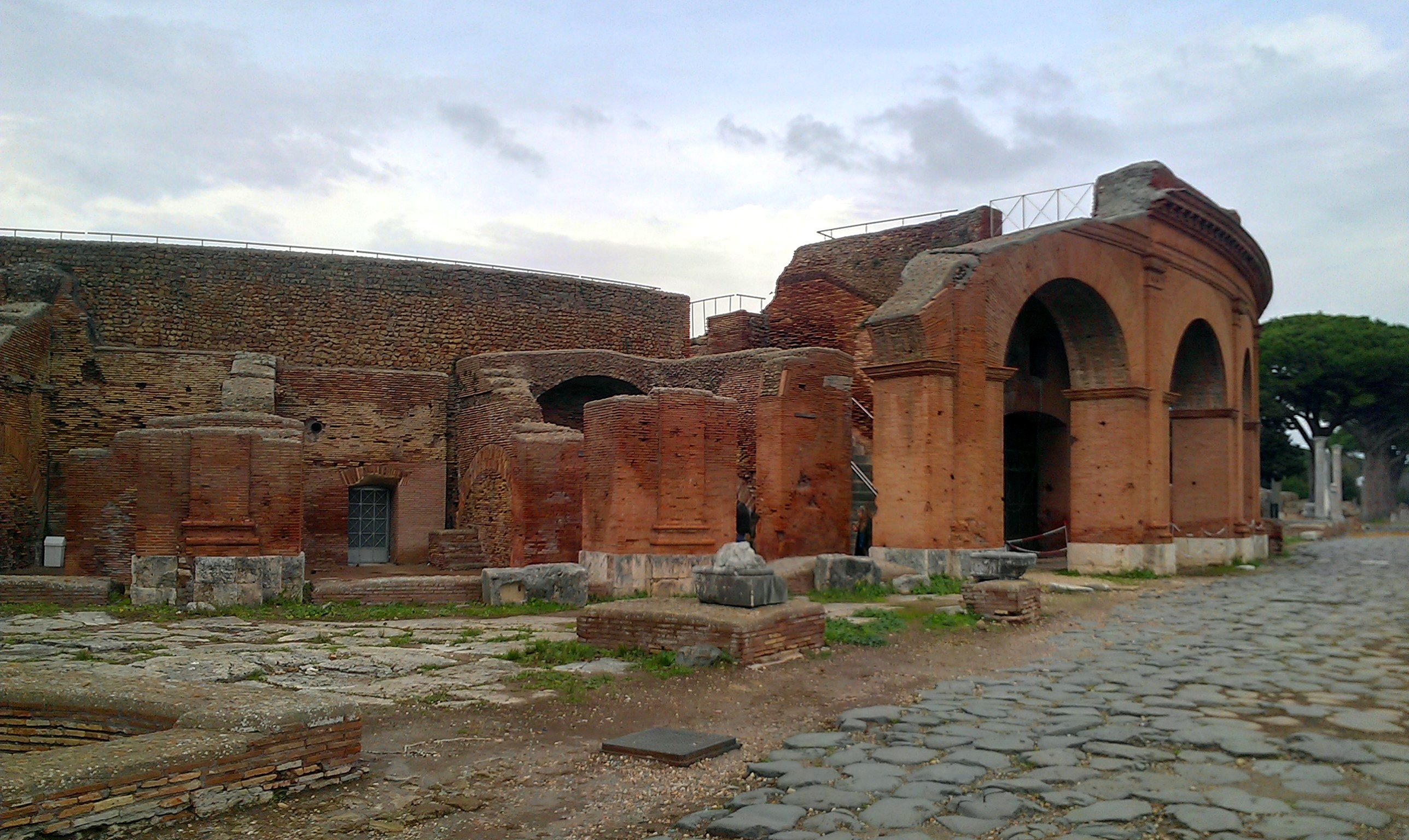
Facciata del teatro sul decumano massimo

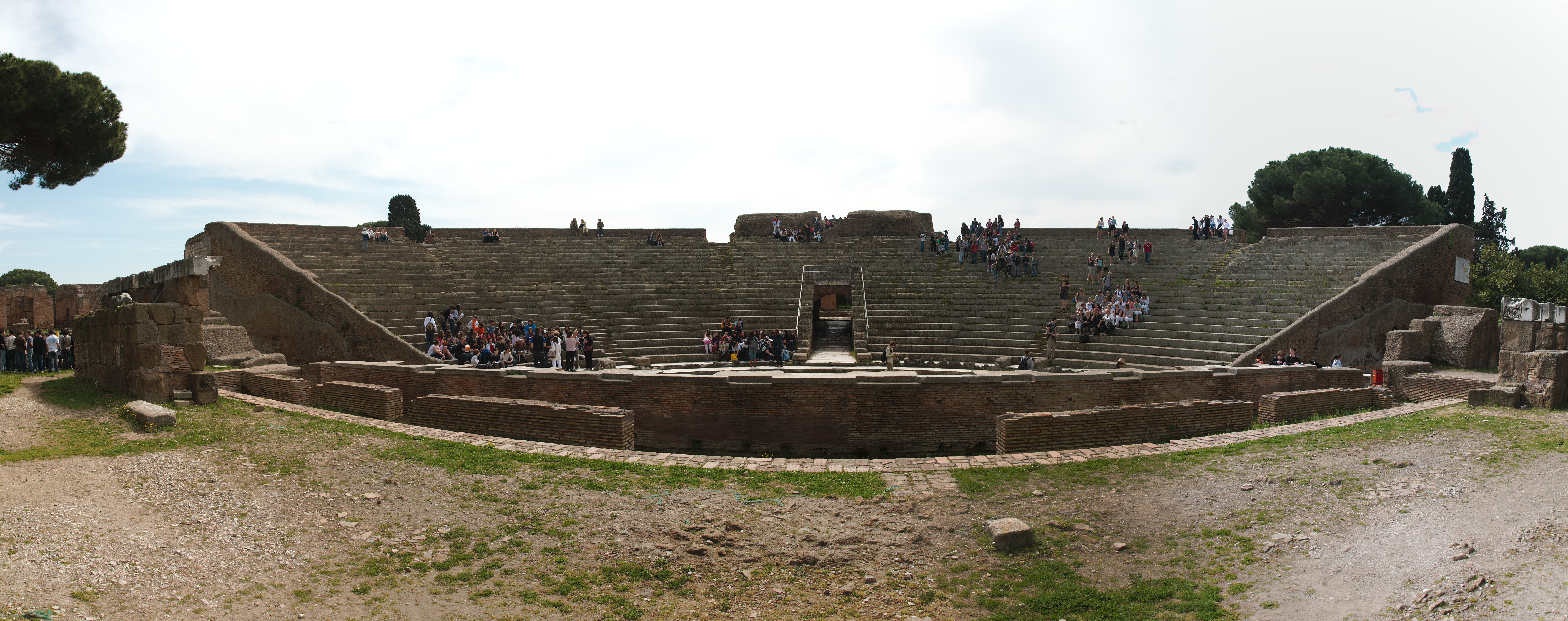
La cavea del teatro romano di Ostia (con deformazione grandangolare)

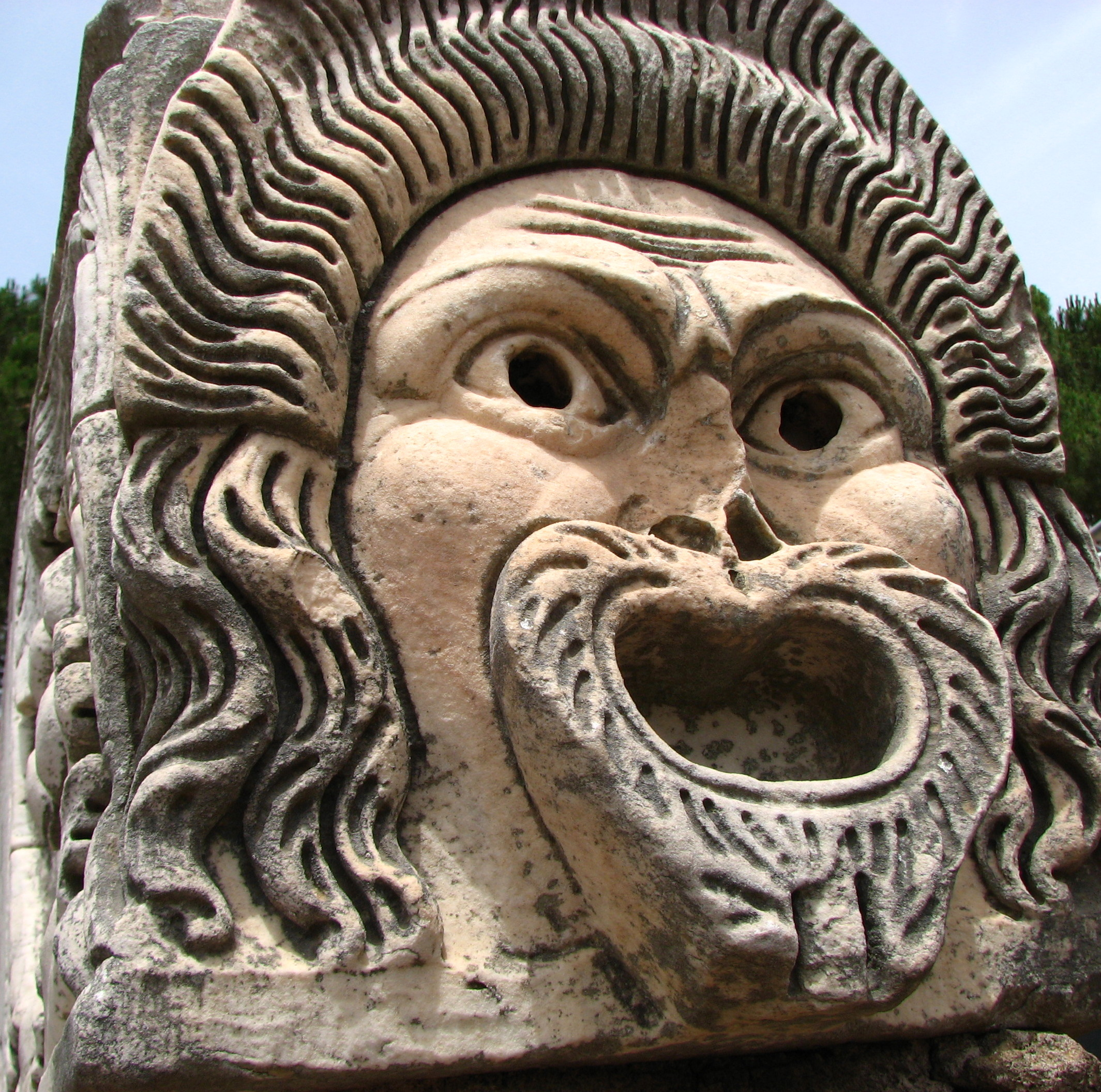
Maschera teatrale dalla decorazione del teatro di Ostia

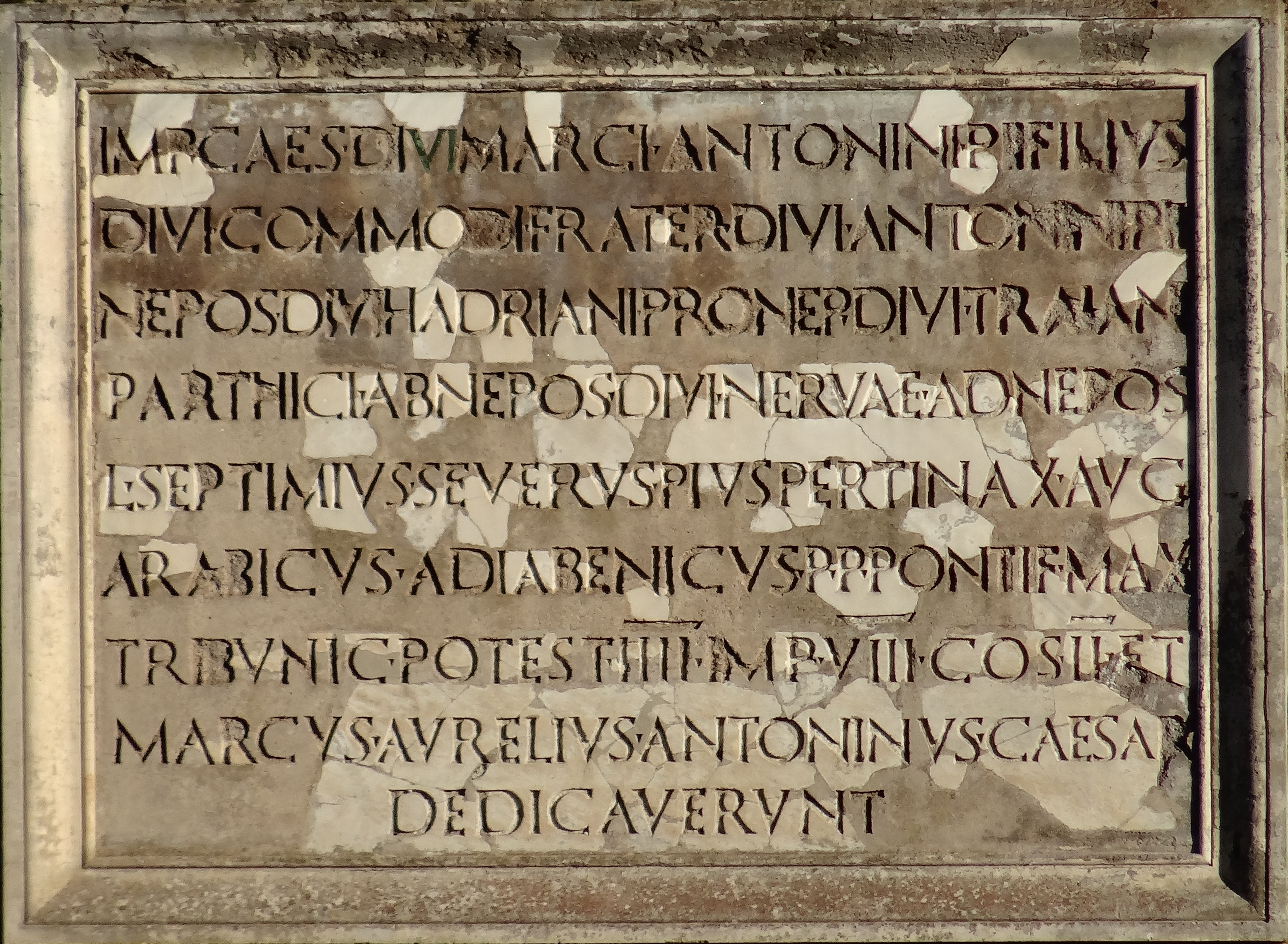
Ricostruzione con frammenti originali dell'iscrizione dedicatoria del teatro di Settimio Severo e Caracalla

## Storia
Edificato nella zona che in età repubblicana era stata delimitata ad uso pubblico dal pretore urbano di Roma lungo il Tevere, ad est delle mura del castrum repubblicano, venne costruito tra il 26-17 a.C. da Agrippa, amico e genero di Augusto, in opera reticolata e opera quadrata di tufo per il portico in facciata, insieme al piazzale delle Corporazioni, posto alle spalle della scena.
Subì rimaneggiamenti all'edificio della scena, ricostruita di maggiore altezza, intorno alla metà del I secolo e in epoca adrianea. Alla fine del II secolo d.C. venne restaurato e ingrandito in laterizio. Alla fine del IV secolo l'edificio venne restaurato dal prefetto dell'annona Ragonio Vincenzo Celso che vi realizzò un impianto idraulico che permetteva di allagare l'orchestra e di svolgervi rappresentazioni acquatiche. Tra la fine del V secolo e il VI secolo le arcate del primo ordine vennero murate per trasformare il teatro in una fortezza difensiva.
Venne scavato negli anni tra il 1880 e gli inizi del Novecento e ampiamente restaurato nel 1927. Durante i primi scavi del 1880 condotti da Rodolfo Lanciani, nel corridoio centrale del teatro, che conduceva dall'orchestra al decumano massimo, lungo le pareti furono ritrovate 16 colonne impilate l'una sull'altra nel senso della lunghezza, unite da sbarre di ferro, che successivamente si capì che in origine erano poste tra il teatro e il piazzale delle Corporazioni. Si ipotizza che fossero state poste lì per rinforzare le pareti del teatro che rischiavano di crollare, o a scopo difensivo quando il teatro potrebbe essere stato trasformato in una roccaforte militare, per paura delle invasioni barbariche.  In una stanza accanto al corridoio che conduceva all'orchestra, gli operai di Lanciani trovarono quaranta cadaveri, apparentemente di soldati del sedicesimo secolo. 

## Descrizione
Era un tipico teatro romano, con cavea sostenuta da arcate, affacciate sul decumano massimo: gli spazi tra questo e la facciata curvilinea del teatro erano stati pavimentati in travertino e delimitati da cippi ugualmente in travertino, dotati di catene, e vi erano sorti due ninfei (fontane monumentali) semicircolari.
Davanti al teatro sul decumano sorgevano due archi, di cui restano le coppie di pilastri in laterizio, che si addossarono alle arcate del teatro e al portico degli Archi trionfali, sul lato opposto della via. Si trattava dell'arco onorario dedicato a Caracalla dai cittadini di Ostia nel 216. Forse i due archi furono collegati da una copertura lignea, fungendo in questo modo da atrio di ingresso per il teatro.
Le arcate della facciata, ampiamente restaurate, poggiavano su massicci pilastri in laterizio con uno zoccolo in travertino. Sopra questo si alzavano le lesene tuscaniche che inquadravano le arcate del primo ordine, con capitelli, basi e trabeazione realizzate con mattoni appositamente sagomati. La facciata presentava in origine due ordini di arcate, sormontati da un attico con finestre; al secondo ordine le lesene laterizie erano di ordine ionico e altre lesene più piccole erano presenti ai lati delle finestre dell'attico, forse di ordine corinzio. Sopra le finestre dell'attico erano presenti mensole sporgenti, destinate a sostenere i robusti pali in legno che reggevano il velario, inseriti nel cornicione di coronamento.
All'interno delle arcate si apriva un portico-deambulatorio concentrico, che dava su una serie di sedici ambienti disposti radialmente, a cui si alternavano l'ingresso centrale verso i posti situati più in basso e le quattro scale che permettevano di raggiungere i posti al secondo e al terzo livello. I sedicii ambienti radiali ospitavano taberne (botteghe) dotate di retrobottega e di mezzanino, raggiungibile da una scala di cui restano i primi gradini in muratura. Le taberne erano decorate con semplici affreschi. Nel deambulatorio, a destra dell'ingresso principale, è presente un pozzo con puteale in travertino.
Il corridoio di accesso centrale aveva rivestimenti in marmo su pavimento e pareti e la volta decorata in stucco. Nel rifacimento del IV secolo nella parte più interna furono collocati dei sedili marmorei, che reimpiegano delle basi provenienti dal piazzale delle Corporazioni, non più in uso. La parte più esterna e gli ambienti adiacenti (taberne con retrobottega) divennero delle cisterne, con le pareti rivestite in signino: da qui l'acqua arrivava nell'orchestra attraverso due fori ricavati nei muri laterali della parte più interna del corridoio.
In origine il corridoio permetteva invece di raggiungere l'orchestra, anch'essa pavimentata in origine in marmo. I primi tre gradini della cavea, bassi e con rivestimenti in marmo tuttora conservati, erano destinati ad ospitare i seggi per i posti riservati ai personaggi più importanti. Seguivano i settori superiori e un portico in summa cavea (alla sommità della cavea) con colonne marmoree (oggi rialzate fuori posto dietro la scena).
Una di queste reca il rilievo di un genio davanti ad una edicola, vestito con un mantello che sorregge una cornucopia con la sinistra, mentre con la patera nella destra compie una libagione su un altare cilindrico. L'iscrizione sottostante dedica il rilievo al genio dei Castra peregrina da parte dei fratelli Optaziano e Pudente, appartenenti al corpo militare dei frumentarii.
Le parodoi, corridoi tra la cavea e l'edificio scenico, ai lati dell'orchestra) conservano resti della muratura originaria di epoca augustea. Il proscenio rialzato rispetto all'orchestra era decorato sulla fronte con una serie di nicchie alternativamente semicircolari e rettangolari, rivestite in marmo e inquadrate da colonnine che sorreggevano un coronamento sporgente. Vi sono collocate sopra delle mensole decorate con maschere teatrali, che dovevano appartenere alla decorazione dell'edificio nella fase severiana. Il frontescena (frons scaenae) era privo di articolazione in nicchie, riprendendo la pianta lineare di quello di epoca augustea. Vi si addossavano pilastri e colonne in marmo, disposti su tre ordini.

## Iscrizioni
L'iscrizione dedicatoria, in parte ricostruita, recita:
```
in
 
latino
 
IMP CAES DIVI MARCI ANTONINI PII FILIVS / DIVI COMMODI FRATER DIVI ANTONINI PII / NEPOS DIVI HADRIANI PRONEP DIVI TRAIANI / PARTHICI ABNEPOS DIVI NERVAE ADNEPOS / L. SEPTIMIVS SEVERVS PIVS PERTINAX AVG / ARABICVS ADIABENICVS PP PONTIF MAX / TRIBVNIC POTEST IIII IMP VIII COS II ET / MARCVS AVRELIVS ANTONINVS CAESAR  DEDICAVERVNT
, "L'Imperatore Cesare, figlio del divino Marco Antonino il pio (Marco Aurelio), fratello del divino Commodo, nipote del divino Antonino Pio, pronipote del divino Adriano, pronipote del divino Traiano, conquistatore della Partia, pronipote del divino Nerva, Lucio Settimio Severo, il pio, Pertinace Augusto, conquistatore dell'Arabia, conquistatore dell'Adiabene, padre della patria, sommo sacerdote, avente il potere tribunicio per la quarta volta, imperator per l'ottava volta, console per la seconda volta e da Marco Aurelio Antonino Cesare (Caracalla) dedicato."
```

### Annotazioni
1. ↑  Altri frammenti di una seconda iscrizione rinvenuta sul proscenio, datata al 196 (CIL XIV, 114), attribuiscono il rifacimento a Settimio Severo e Caracalla, sebbene i bolli laterizi indichino che i lavori fossero stati iniziati sotto Commodo.

### Riferimenti
1. 1 2 3 4 5 6 7 8 9 10 11 12  (EN) Regio II - Insula VII - Teatro (II,VII,2), su ostia-antica.org. URL consultato il 5 febbraio 2025.
2. ↑   Teatro, su ostiaantica.beniculturali.it. URL consultato il 5 febbraio 2025.
3. ↑   Patrizio Pensabene, Agrippa, il porto e il teatro di Ostia, in Antiquité, Les Mélanges de l’École française de Rome, 2024,  pp. 113-129, DOI:10.4000/12rxl. URL consultato il 5 febbraio 2024.
4. ↑  Pensabene-Lazzarini, 286.
5. ↑  (EN) 3.1 - THE EXCAVATIONS AND PUBLICATIONS, su ostia-antica.org. URL consultato il 7 febbraio 2025.
6. ↑  (EN) Regio II - Insula VII - Colonna con Genio, su ostia-antica.org. URL consultato il 5 febbraio 2025.